# Пуерто Малдонадо
Пуерто Малдонадо (на испански: Puerto Maldonado) е град в Югоизточно Перу, столица на регион Мадре де Диос. Населението му е 77 221 жители (по данни от преброяването от 2017 г.). Основан е през 1902 г., а получава статут на град през 1985 г. Пуерто означава „пристанище“, а Малдонадо е испаноезично фамилно име.